# Anniella alexanderae
Espèce
Anniella alexanderae est une espèce de sauriens de la famille des Anniellidae.

## Répartition
Cette espèce est endémique de Californie aux États-Unis. Elle se rencontre dans le comté de Kern dans la vallée de San Joaquin.

## Description
Le mâle holotype mesure 229 mm dont 81 mm pour la queue.
Cette espèce se distingue par la couleur grise de son ventre.

## Étymologie
Cette espèce est nommée en l'honneur de Annie Montague Alexander (1867–1950).

## Publication originale
- Papenfuss & Parham, 2013 : Four New Species of California Legless Lizards (Anniella). Breviora, no 536, p. 1-17 (texte intégral).